# Partido Comunista de la República Socialista Soviética de Kirguistán
El Partido Comunista de la República Socialista Soviética de Kirguistán (en ruso: Коммунисти́ческая па́ртия Киргизской ССР, abreviado como КП КиССР, en kirguís: Кыргыз ССРинин Коммунисттик партиясы) era la rama a nivel regional del Partido Comunista de la Unión Soviética en la RSS de Kirguistán, una de las repúblicas constituyentes de la Unión Soviética.

## Historia
Los primeros grupos socialdemócratas surgieron en las ciudades de Sulukta, Pishpek, Osh y Kyzyl-Kiya durante la Revolución de Febrero de 1917 en el territorio de lo que posteriormente sería Kirguistán. Estos grupos, al igual que en el resto del Imperio ruso, estaban divididos en mencheviques y bolcheviques, generalmente estos últimos trabajando de forma independiente, creando organizaciones proletarias. Tras la Revolución de Octubre y la victoria bolchevique en Taskent, se crearon más grupos bolcheviques; a través del trabajo del Comité Regional de la Ciudad de Biskek, y a mediados de 1918 se estaban creando organizaciones bolcheviques en todos los grandes asentamientos como Lebedinovka, Voyenno-Antonovsk, Yurievsk y Belovodskoe, entre muchos más; la organización del partido del distrito-ciudad de Pishpek se convirtió en una de las más numerosas de Turkestán. Durante la Guerra Civil, el partido pudo movilizar a las masas trabajadoras para derrotar a la contrarrevolución interna y externa; llevó a cabo una serie de medidas para confiscar las tierras de las granjas terratenientes, los señores feudales y los grandes capitalistas, asignar tierras a los campesinos sin tierra y pobres, a los refugiados kirguises que regresaban de China, nacionalizar las empresas industriales, fortalecer los Sóviets, eliminar el hambre y crear células del partido en algunos pueblos y aldeas.
El 30 de abril de 1920, el Comité Central del PCR (b) creó la Oficina Regional de la República Autónoma Socialista Soviética de Kirguistán, que incluía a A. Avdeyev, A. Aitiev, A. Alibekov, S. Argancheyev, A. Dzhangildin, M Murzagaliev y S. Pestkovski. Del 11 al 18 de junio de 1921, tuvo lugar en Oremburgo la I Conferencia Regional del Partido, en la que se eligió a su comité regional. En abril de 1922, se creó la Oficina de Kirguistán del Comité Central del PCR(b). En junio de 1924, el Comité Central del PCR (b) aprobó la reorganización territorial de Asia Central, donde se disolvió la RASS de Turkestán y en su lugar se crearon varias divisiones, entre ellas el Óblast autónomo Kara-Kirguís, el cual era parte de la RSFSR, y en octubre de ese año, se creó el Comité Regional del Óblast Autónomo Kara-Kirguís.En 1926, el Comité Regional del Óblast autónomo Kara-Kirguís se transformó en el Comité Regional de la RASS de Kirguistán, tras el restablecimiento del óblast autónomo como república autónoma. El partido trabajó modernizar la república, estableciendo nuevas industrias, así como granjas estatales y granjas colectivas, terminando con el estilo de vida nómada. También se realizaron políticas sociales con las cuales se erradicó el analfabetismo.  
El 5 de diciembre de 1936, la República Autónoma Socialista Soviética de Kirguistán se separó de la RSFS de Rusia y recibió el estatus de república constituyente, bajo el nombre de RSS de Kirguistán. Seis meses después, el Comité Regional de Kirguistán del Partido Comunista de toda la Unión se transformó en el Partido Comunista de la República Socialista Soviética de Kirguistán. Durante la Gran Guerra Patria de 1941 a 1945, muchos miembros del partido se enlistaron para ir al frente, enviando a un total de 1,500 miembros del partido. Durante el periodo de posguerra, el partido continuó aplicando doctrinas leninistas en el partido, completando exitosamente los siguientes planes quinquenales para el desarrollo de la economía, así como una promoción de la cultura kirguís. Para 1971, había unos 104,632 miembros, y el partido ganó influencia en la vida económica y política de la república.

## Lista de Primeros Secretarios
| # | Imagen | Nombre                            | Inicio                 | Final                  |
| - | ------ | --------------------------------- | ---------------------- | ---------------------- |
| 1 |        | Moris Belotski (1895-1944)        | 5 de diciembre de 1936 | 22 de marzo de 1937    |
| 2 |        | Máksim Ammosov (1897-1938)        | 23 de abril de 1937    | 20 de febrero de 1938  |
| 3 |        | Alekséi Vágov (1905-1971)         | 20 de febrero de 1938  | 3 de junio de 1945     |
| 4 |        | Nikolái Bogoliúbov (1905-1975)    | 3 de junio de 1945     | 7 de julio de 1950     |
| 5 |        | Isjak Razzakov (1910-1979)        | 7 de julio de 1950     | 9 de mayo de 1961      |
| 6 |        | Turdakún Usubalíyev (1919-2015)   | 9 de mayo de 1961      | 2 de noviembre de 1985 |
| 7 |        | Absamat Masalíyev (1933-2004)     | 2 de noviembre de 1985 | 6 de abril de 1991     |
| 8 |        | Dzhumgalbek Amanbayev (1946-2005) | 6 de abril de 1991     | 29 de agosto de 1991   |

## Congresos y Conferencias
| Reunión        | Fecha                                            | Lugar  |
| -------------- | ------------------------------------------------ | ------ |
| I Congreso     | 5 al 16 de junio de 1937                         | Frunze |
| II Congreso    | 3 al 15 de julio de 1938                         | Frunze |
| III Congreso   | 22 al 25 de febrero de 1939                      | Frunze |
| IV Congreso    | 13 al 16 de marzo de 1940                        | Frunze |
| V Congreso     | 10 al 14 de febrero de 1949                      | Frunze |
| VI Congreso    | 20 al 23 de septiembre de 1952                   | Frunze |
| VII Congreso   | 10 al 12 de febrero de 1954                      | Frunze |
| VIII Congreso  | 24 al 26 de enero de 1956                        | Frunze |
| IX Congreso    | 21 al 23 de marzo de 1958                        | Frunze |
| X Congreso     | 12 al 13 de enero de 1959                        | Frunze |
| XI Congreso    | 25 al 27 de febrero de 1960                      | Frunze |
| XII Congreso   | 19 al 21 de septiembre de 1961                   | Frunze |
| XIII Congreso  | 27 al 28 de diciembre de 1963                    | Frunze |
| XIV Congreso   | 3 al 4 de marzo de 1966                          | Frunze |
| XV Congreso    | 3 al 5 de marzo de 1971                          | Frunze |
| XVI Congreso   | 16 al 18 de enero de 1976                        | Frunze |
| XVII Congreso  | 20 al 22 de enero de 1981                        | Frunze |
| XVIII Congreso | 23 al 24 de enero de 1986                        | Frunze |
| XIX Congreso   | 14 al 15 de junio de 1990 - 30 de agosto de 1990 | Frunze |